# Lugagnan
Lugagnan é uma comuna francesa na região administrativa de Occitânia, no departamento dos Altos Pirenéus. Estende-se por uma área de 0,7 km². Em 2010 a comuna tinha 136 habitantes (densidade: 194,3 hab./km²).